# Cappella della Madonna della Pietà
La Cappella della Madonna della Pietà è un edificio religioso situato in comune di Reano, nella Città metropolitana di Torino.

## Storia

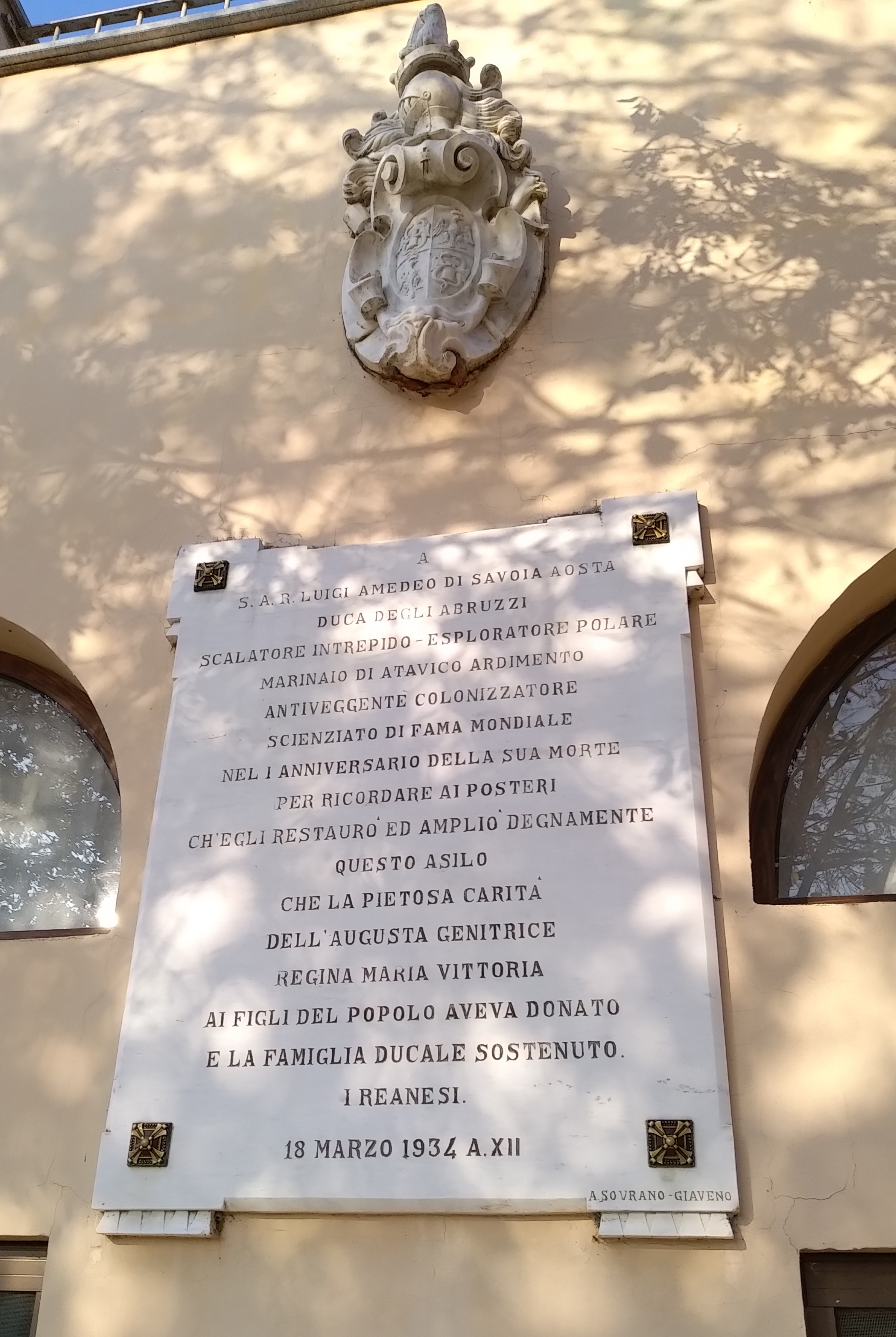
Lapide commemorativa sulla facciata

La piccola chiesa venne ampliata nel 1844 in stile neoclassico dai principi della Cisterna, che furono i feudatari di Reano a partire dal 1561, i quali la utilizzarono come loro sepolcro e la donarono poi agli abitanti di Reano. Il 26 marzo 1864 vi vennero tumulate le spoglie del principe Carlo Emanuele.

## Descrizione

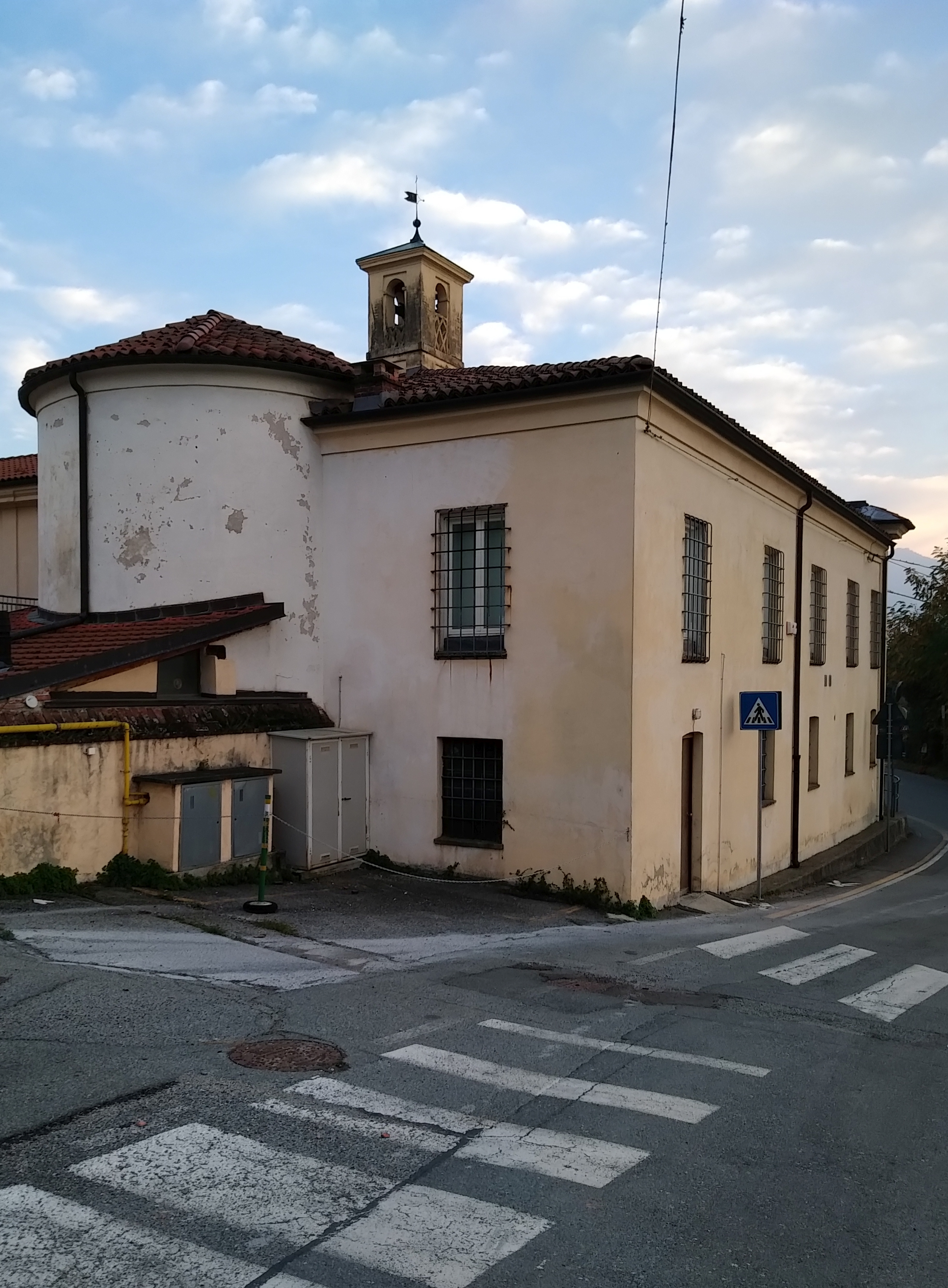
Vista dal retro

L'edificio, in stile neoclassico, si trova a nord del centro comunale di Reano, non lontano dal castello, sulla fascia collinare dell'Anfiteatro morenico di Rivoli-Avigliana. Al suo interno sono conservati alcuni dipinti di pittori tardo-rinascimentali toscani del XVI secolo della scuola del Bronzino e un'arca sepolcrale con due statue marmoree dello scultore Vincenzo Vela. A partire dal gennaio 2020 la cappella è stata aperta al pubblico come museo.
Una parte del piccolo complesso di edifici contiguo alla cappella è tuttora utilizzato come Scuola dell'Infanzia e Primaria; l'apertura della scuola venne promossa e finanziata nel 1843 dal principe Carlo Emanuele e dalla principessa Carolina Ghislaine.